# Уксус
У́ксус (от др.-греч. ὄξος) — водный раствор уксусной кислоты (обычно 9% или 6%), применяемый в кулинарии в качестве приправы и консерванта.
Натуральный уксус получают путём сбраживания спиртосодержащего сырья уксуснокислыми бактериями. Традиционно этим сырьём является вино, отсюда английское название уксуса vinegar, произошедшее от французского vin aigre — кислое вино.
Уксус не следует путать с уксусной эссенцией — концентрированным 70%-ным раствором уксусной кислоты, при обращении с которым необходимо соблюдать особую осторожность. Для использования в кулинарии уксусную эссенцию разбавляют водой до концентрации 5 %. Эссенцию получают методом химического синтеза.

## История
Уксус — один из древнейших продуктов микробиологического синтеза, который по древности может соперничать с вином.
Самое раннее упоминание об уксусе относится к древнему Вавилону и датируется 5000 г. до н. э. Древние вавилоняне делали уксус из фиников, наравне с финиковым вином. В Древней Спарте уксус входил в состав спартанской похлёбки. В Древнем Риме легионеры во фляжки заливали поску — смесь воды и уксуса, которая лучше утоляла жажду в жарком климате.
В старину уксус использовался не только как приправа, но и также в качестве бытового средства дезинфекции, и как антисептик в гигиенических и медицинских целях, в качестве средства детоксикации и как общеукрепляющее средство. С XVIII века, когда пришла мода быть худощавым, уксус стали использовать в целях похудения.
Уксус неоднократно упоминается в Библии, наиболее старое упоминание — в Ветхом завете: Чис. 6:3.
Уксус упоминается в Сунне, где Пророк Мухаммед называл его «прекрасной приправой»
В Китае первые письменные упоминания уксуса относятся к периоду династии Чжоу (1122 до н. э. — 247 до н. э.), а в Японии — к правлению императора Одзина (399—404 н. э.).
Тот факт, что уксус из спирта производят уксуснокислые бактерии, был доказан в 1864 году Луи Пастером.
Крепость уксуса раньше определяли при помощи ацетометра; в настоящее время для этой цели существуют более совершенные методы.

## Описание
Натуральный уксус содержит уксусную и другие пищевые кислоты (лимонную, виннокаменную, яблочную и т. п.), альдегиды, сложные эфиры,
сложные спирты, совокупность которых создаёт аромат и букет уксуса.
Уксус, полученный путём разведения концентрированной синтетической уксусной кислоты, не имеет ароматических свойств, но имеет специфический запах собственно уксусной кислоты.

## Производство
Столовый уксус получают разбавлением водой уксусной эссенции, содержащей около 80 % пищевой уксусной кислоты, получаемой уксуснокислым брожением жидкостей, содержащих этиловый спирт, уксуснокислыми бактериями в аэробной среде — они окисляют спирт, но не полностью, не до углекислого газа, а только до уксусной кислоты.
После уксусного сбраживания производится очистка, пастеризация, разбавление (при необходимости) и ро́злив уксуса.
Синтетическая уксусная кислота производится методом химического синтеза из природного газа, побочных продуктов производства химических удобрений или при сухой перегонке древесины (лесохимическая уксусная кислота).
В России около 50 заводов производят уксус, из них 10-15 — натуральный. Потребность в уксусе текущим производством не покрывается, поэтому значительная часть уксуса в Россию импортируется.

### Химический синтез
C2H5OH + O2 → (УКБ) → CH3COOH + H2O + 493 кДж/моль
Этапы окисления спирта (этанола) в уксусную кислоту.
1. . Образование ацетальдегида из этанола катализируется специфическим ферментом алкогольдегидрогеназой, связанной с НАд или НАдф:

CH3-CH2-OH → (НАД или НАДФ) → CH3-CH=O + 2 H+
1. . Образование гидрата ацетальдегида из ацетальдегида:

CH3-CH=O + H2O → (НАД*H2 или НАДФ*H2) → CH3-CH-(OH)2
1. . Образование уксусной кислоты из гидрата ацетальдегида катализируется специфическим ферментом ацетальдегиддегидрогеназой:

CH3-CH-(OH)2 + 1/2 O2 → (КоА) → CH3-CO-OH + 2 H+ + 2 e
1. . Перенос электронов:

4 H+ + 4 e + O2 → (система цитохромов, хинонов и флавопротеидов) → 2 H2O
При окислении этилового спирта сначала образуется уксусный альдегид, при гидратации которого образуется гидрат ацетальдегида, после чего два атома водорода в молекуле гидрата ацетальдегида активизируются КоА и соединяются с кислородом, являющимся акцептором водорода. Водород от окисляемых субстратов поступает в электронно-транспортную цепь на уровне НАд и далее через систему переносчиков (флавопротеиды, хиноны, цитохромы) передаётся на молекулярный кислород, который служит обязательным конечным акцептором электронов. Электронный транспорт сопряжён с фосфорилированием.